# Шмуц Леонід Миколайович
Леонід Миколайович Шмуц (рос. Леонид Николаевич Шмуц, нар. 8 жовтня 1948, Нікополь) — український радянський футболіст, воротар.
Насамперед відомий виступами за клуб ЦСКА (Москва), а також національну збірну СРСР.

## Клубна кар'єра
Вихованець футбольної школи клубу «Трубник» з рідного Нікополя. У дорослому футболі дебютував за основну команду цього клубу у 1965 році.
1968 року молодий воротар увійшов до складу команди ЦСКА (Москва), в якій провів наступні дев'ять сезонів, взявши участь у 54 матчах чемпіонату. Відзначався досить високою надійністю, пропускаючи в іграх чемпіонату в середньому менше одного голу за матч. Допоміг команді завоювати «золото» союзної першості 1970 року.
Завершив професійну ігрову кар'єру в команді СКА (Київ), за три сезони здобув три нагороди чемпіонату УРСР: дві срібні (1977, 1979) і одну бронзову (1978).

## Виступи за збірну
1970 року був включений до складу національної збірної СРСР для участі у тогорічному чемпіонату світу у Мексиці. В рамках турніру на поле не виходив, протягом усіх матчів чемпіонату ворота збірної СРСР захищав Анзор Кавазашвілі.
Дебют Шмуца у формі радянської збірної відбувся у лютому 1971 року, в якому він провів дві товариські зустрічі проти збірних Мексики та Сальвадору. В подальшому до лав збірної не залучався, що зазвичай пов'язується з курйозним випадком, що трапився 17 квітня 1971 року, коли у матчі чемпіонату проти єреванського «Арарата» Шмуц, намагаючись вкинути м'яч у поле, випустив його у власні ворота.

## Титули і досягнення
- Чемпіон СРСР (1):

ЦСКА (Москва): 1970
- Чемпіон Європи (U-18): 1967